# Amblyomma albolimbatum
Amblyomma albolimbatum  (лат.) — вид клещей рода Amblyomma из семейства Ixodidae. Обитает в Западной и Южной Австралии. Паразитирует на ящерицах и змеях, главным образом, на короткохвостых сцинках. У самцов спинной жёсткий щиток прикрывает все тело, у самок треть. Вид был впервые описан в 1907 году французским зоологом профессором Л. Г. Ньюманном (Neumann L. G.; 1846—1930).